# Mont Shigi
Le mont Shigi (信貴山, Shigisan) est une colline culminant à 437 m d'altitude dans le district d'Ikoma de la préfecture de Nara au Japon. C'est sur cette colline que s'est déroulée la bataille de Shigisan en 587.

## Légendes

### Légende du prince Shōtoku
L'une des légendes associées au mont Shigi rapporte que le prince Shōtoku a prié que les dieux lui accordent la victoire sur ses adversaires. Le prince est un descendant de la famille Soga fidèle au bouddhisme. Au cours de l'année du Tigre, le prince Shōtoku fait la promotion du bouddhisme, ce qui le conduit à un conflit avec la famille Mononobe. Tandis qu'il se trouve au mont Shigi, le prince prie pour remporter la victoire sur Mononobe no Moriya. Bishamonten, déité bouddhiste de la guerre, lui rend visite au cours de l'heure du Tigre, le jour du Tigre. Bishamonten conduit ensuite le prince à la victoire à l'issue de la bataille de Shigisan. Pour le remercier, Shōtoku fait alors construire un temple en son honneur.

### Légendes du mont Shigi
Une peinture sur rouleau intitulée Shigisan-engi représente trois miracles relatifs à un moine du nom de Myoren qui vivait sur le mont Shigi.
Le premier rouleau raconte l'histoire de Myoren qui donne à un fermier une leçon en faisant voler son grenier à blé : Il est attiré au mont Shigi par une statue de Bouddha et y érige un sanctuaire. Il mange tout ce qu'il peut trouver, prenant sur lui la tâche de prier pour la statue. Pendant l'hiver, son bol de riz perdu depuis longtemps lui rend visite et lui apporte du riz. Tous les jours, le bol de riz descend vers l'entrepôt d'un riche fermier qui refuse de partager son trésor avec les moines mais le bol prend une ration de riz et la rapporte à Myoren. Un jour, le fermier piège le bol tandis que celui-ci prend une ration de riz mais le bol transporte alors tout l'entrepôt au sanctuaire. En échange du partage de son grain avec les moines, Myoren fait rendre au fermier tout son riz.
Le deuxième rouleau rapporte l'histoire de Myoren qui soigne l'empereur. Le troisième rouleau raconte comment la sœur de Myoren, devenue âgée, décide de le retrouver.